# دانيال ماكدونالد (سياسي)
دانيال ماكدونالد هو سياسي كندي، ولد في 17 مايو 1817، وتوفي في 13 يوليو 1911. حزبياً، نشط في الحزب الليبرالي في نوفا سكوشا ‏. وقد انتخب عضو مجلس نواب نوفا سكوتيا.